# Jaco
Jaco és pròpiament un illot de l'arxipèlag de les Illes Petites de la Sonda, separat mig quilòmetre de l'illa de Timor, al seu extrem oriental. És una de les tres illes que conformen l'estat de Timor Oriental, juntament amb Timor i l'illa d'Atauro. Es tracta d'un illot rocós d'uns 10 km² de superfície i d'una altitud que no supera els 100 m. L'illa és deshabitada i considerada un indret sagrat pels indígenes de la zona, per la qual cosa hi és prohibida la pernoctació i només pot ésser visitada durant el dia. Les platges de sorra blanca de l'illa presenten una gran riquesa de biodiversitat, essent l'hàbitat de diverses espècies d'aus endèmiques. És per això que, des de 2007, el govern de Timor va declarar la zona com a primer Parc Nacional del nou país.